# ۱۲۹۶ (قمری)
۱۲۹۶ (قمری)، هزار و دویست و نود و ششمین سال در گاهشماری هجری قمری است. اول محرم این سال برابر با بیست و ششم دسامبر سال ۱۸۷۸ میلادی است.

## وابسته
- بریگاد قزاق
- فهرست دانشنامه‌های فارسی
- میرزا تقی خان کاشانی